# Ороктойское месторождение мрамора

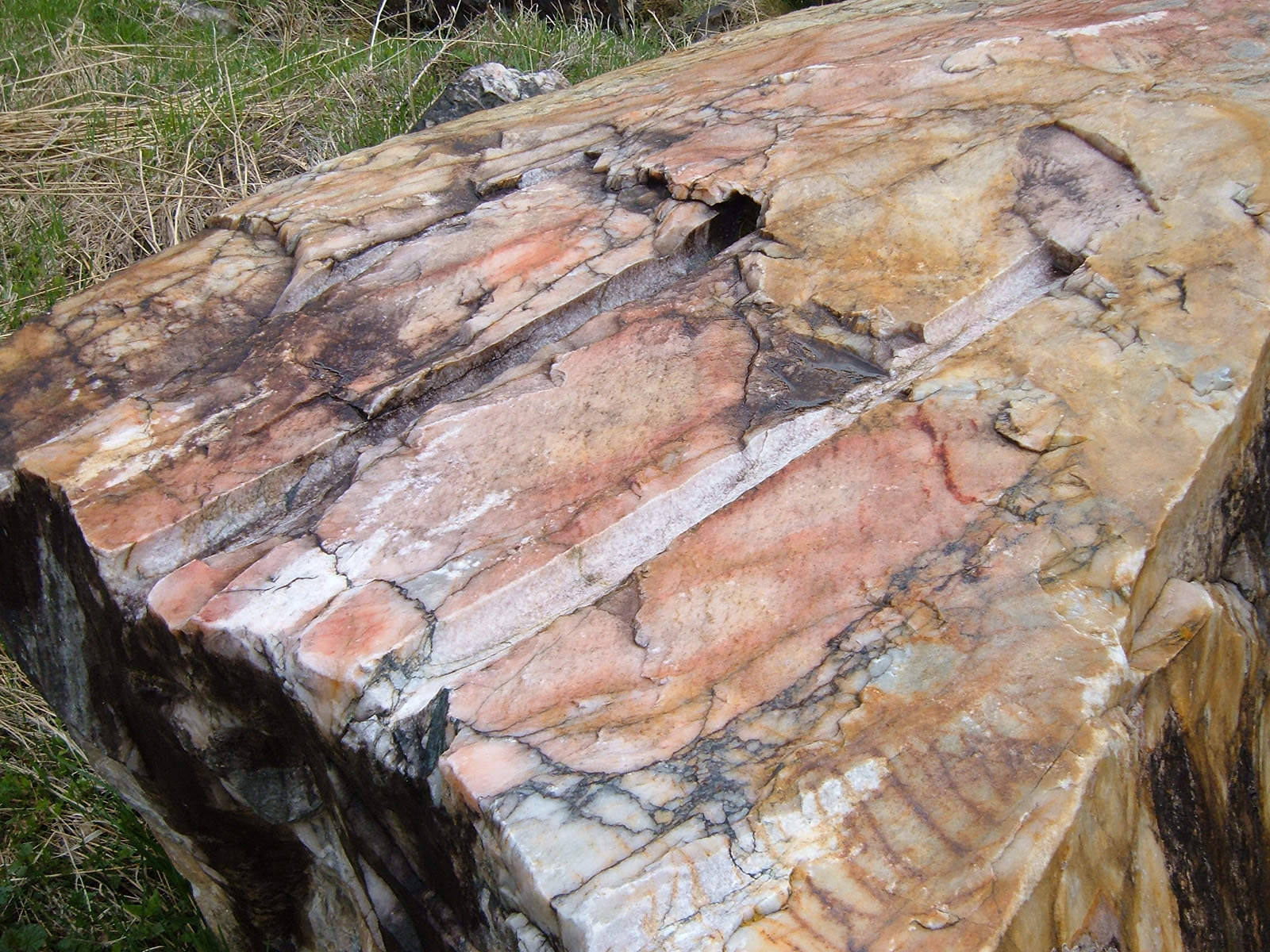
Блок мрамора, извлечённого из карьера

Ороктойское месторождение мрамора находится на границе Чемальского и Шебалинского районов Республики Алтай, в 7 километрах от села Ороктой, расположено в левом борту долины реки Ороктой. Связано со среднекембрийскими отложениями.
В Ороктойском месторождении мрамор нескольких цветов, имеет необычную теплоту тона, изменяясь от палево-золотистого, розоватого до чисто-розовой окраски. Узорчатость ороктойскому мрамору придаёт мозаика включений гематита. Мрамор плотный и мелкозернистый, хорошо полируется. 
Карьер месторождения находится на подъёме к Ороктойскому перевалу, на высоте 1250 метров. Добыча мрамора производилась в 1930—1950-х годах. В постсоветское время месторождение было законсервировано по экономическим причинам — добывать и вывозить мрамор с перевала достаточно сложно.

## История
В июле 1935 года был проведён геологический поход имени 15-летия комсомола Сибири. Экспедицией под руководством практиканта-геолога Черняковского было осмотрено 38 пунктов, в том числе Ороктойское месторождение. 3 февраля 1937 года на заседании Ойротского облисполкома было принято решение о форсировании строительства и ввода в эксплуатацию мраморной фабрики в Ороктое. В 1941 году в связи с нарастающей угрозой войны свернута разработка Ороктойского месторождения мрамора и фабрики. В 1956 году Ойротская мраморная фабрика закрыта.